# عادل الشبيلي
عادل رمضان الشبيلي مواليد 13 سبتمبر 1988 في ، السعودية، هو لاعب كرة قدم سعودي.
لعب في نادي الصقور ونادي القادسية ونادي القلعة ونادي الحزم ونادي المحمل .